# Modelo de Piepho-Krausz-Schatz
El modelo de Piepho-Krausz-Schatz o PKS se aplica a sistemas de valencia mixta con acoplamiento vibrónico, especialmente a compuestos de coordinación de transición.
Este modelo, expuesto por primera vez por Susan B. Piepho, Elmars R. Krausz y P. N. Schatz en 1977 tiene en cuenta las vibraciones más simétricas, "de respiración" alrededor de los centros electroactivos. La aportación principal sobre el modelo de Hush, anterior, es que con el modelo PKS se obtienen funciones propias y valores propios explícitos (es un hamiltoniano modelo). Así pues, además de la posición y la intensidad de la banda de intervalencia, es posible calcular su estructura y su forma, así como otras propiedades, como espectro EPR, propiedades magnéticas, o el grado de deslocalización electrónica.
El acercamiento de los ligandos se hace más desfavorable energéticamente si en el centro hay un electrón "extra". Así, el acoplamiento vibrónico de PKS compite con la transferencia electrónica, y tiene un efecto localizador.
- Datos: Q6020105